# Büyükada
Büyükada er den største af de ni øer som udgør Prinseøerne øst i Marmarahavet, nær ved Istanbul. Det græske navn er Prinkipos (Πρίγκηπος).
Der lå flere græsk-ortodokse klostre på Prinkipos (nu Büyükada) og de omliggende øer. Øen blev også brugt til at internere fanger på.
Et nonnekloster på øen var forvisningssted for de byzantinske kejserinder Irene, Eufrosyna, Zoë og Anna Dalassena. Det er netop denne serie af fyrster (prinser) som gav øen sit navn.
Senere blev også medlemmer af den osmanniske sultanslægt til tider sendt i eksil på øerne. Og efter sin deportation fra Sovjetunionen i februar 1929 opholdt Lev Trotskij sig fire år på Büyükada.
I 1800-tallet blev øerne et populært feriested for Istanbuls velhavere, og victorianske huse er der fortsat mange af på Büyükada.
I de senere år er øens Sankt Georg kloster blevet et populært pilgrimsmål for muslimer, som valfarter dertil i tusindvis.